# سولانا بیچ (کالیفرنیا)
سولانا بیچ (به انگلیسی: Solana Beach) شهری در شهرستان سن دیه‌گو، کالیفرنیا ایالت کالیفرنیا است که در سرشماری سال ۲۰۱۰ میلادی، ۱۲۸۶۷ نفر جمعیت داشته است.